# 蒂普頓 (密蘇里州)
蒂普頓（英語：Tipton）是位於美國密蘇里州莫尼托縣的城市。

## 人口
根據2020年美國人口普查的數據，蒂普頓的面積為5.46平方千米，當中陸地面積為5.42平方千米，而水域面積為0.05平方千米。當地共有人口2920人，而人口密度為每平方千米535人。